# Ricky Hickman
Richard Marciano Hickman jr., detto Ricky (Winston-Salem, 1º settembre 1985), è un ex cestista statunitense naturalizzato georgiano.

## Carriera
Con la Georgia ha disputato i Campionati europei del 2013.

## Statistiche

### College
| Anno      | Squadra       | PG  | PT | MP   | TC%  | 3P%  | TL%  | RP  | AP  | PRP | SP  | PP   |
| --------- | ------------- | --- | -- | ---- | ---- | ---- | ---- | --- | --- | --- | --- | ---- |
| 2003-2004 | UNCG Spartans | 28  | 16 | 19,0 | 38,1 | 20,6 | 76,5 | 2,1 | 1,6 | 1,0 | 0,2 | 5,5  |
| 2004-2005 | UNCG Spartans | 30  | 30 | 31,6 | 41,7 | 29,1 | 67,9 | 3,2 | 2,9 | 2,6 | 0,4 | 14,5 |
| 2005-2006 | UNCG Spartans | 28  | 26 | 35,2 | 42,1 | 33,9 | 68,2 | 4,3 | 2,4 | 2,8 | 0,3 | 18,7 |
| 2006-2007 | UNCG Spartans | 30  | 16 | 29,8 | 36,5 | 27,8 | 70,9 | 3,4 | 2,4 | 1,7 | 0,3 | 14,3 |
| Carriera  | Carriera      | 116 | 88 | 28,9 | 39,9 | 29,3 | 69,6 | 3,2 | 2,4 | 2,0 | 0,3 | 13,3 |

### Eurolega
| Anno       | Squadra          | PG  | PT  | MP   | TC%  | 3P%  | TL%  | RP  | AP  | PRP | SP  | PP   |
| ---------- | ---------------- | --- | --- | ---- | ---- | ---- | ---- | --- | --- | --- | --- | ---- |
| 2012-2013  | Maccabi Tel Aviv | 27  | 27  | 28,9 | 44,8 | 35,6 | 78,4 | 2,7 | 3,1 | 1,4 | 0,2 | 13,5 |
| 2013-2014† | Maccabi Tel Aviv | 30  | 26  | 28,7 | 44,0 | 32,6 | 75,2 | 2,6 | 2,7 | 0,8 | 0,1 | 12,2 |
| 2014-2015  | Fenerbahçe       | 17  | 4   | 22,1 | 33,3 | 32,8 | 80,0 | 2,5 | 2,0 | 1,1 | 0,1 | 9,0  |
| 2015-2016  | Fenerbahçe       | 20  | 3   | 11,8 | 42,3 | 31,0 | 79,3 | 1,2 | 1,3 | 0,4 | 0,0 | 4,6  |
| 2016-2017  | Olimpia Milano   | 30  | 20  | 25,0 | 38,7 | 34,9 | 80,2 | 2,6 | 3,3 | 0,8 | 0,1 | 10,1 |
| 2017-2018  | Bamberger        | 28  | 21  | 23,9 | 38,5 | 32,6 | 81,8 | 2,3 | 2,2 | 1,1 | 0,1 | 11,7 |
| Carriera   | Carriera         | 152 | 101 | 24,2 | 40,8 | 33,6 | 78,8 | 2,4 | 2,6 | 1,0 | 0,1 | 10,6 |

## Palmarès

### Squadra
- Campionato turco: 1

Fenerbahçe: 2015-16
- Coppa di Turchia: 1

Fenerbahçe: 2016
- Campionato israeliano: 1

Maccabi Tel Aviv: 2013-14
- Coppa di Israele: 2

Maccabi Tel Aviv: 2012-13, 2013-14
- Coppa di Germania: 1

Brose Bamberg: 2018-19
- Coppa di Lega israeliana: 2

Maccabi Tel Aviv: 2012, 2013
- Eurolega: 1

Maccabi Tel Aviv: 2013-14
- Supercoppa italiana: 1

Olimpia Milano: 2016
- Coppa Italia: 1

Olimpia Milano: 2017

### Individuale
- All-Euroleague Second Team: 1

Maccabi Tel Aviv: 2013-14
- MVP Coppa Italia Serie A: 1

Olimpia Milano: 2017